# Ashton (ort i Australien)
Ashton är en ort i Australien. Den ligger i kommunen Adelaide Hills och delstaten South Australia, omkring 12 kilometer öster om delstatshuvudstaden Adelaide. Antalet invånare är 481.
Runt Ashton är det ganska tätbefolkat, med 58 invånare per kvadratkilometer.. Närmaste större samhälle är Adelaide, omkring 12 kilometer väster om Ashton. 
I omgivningarna runt Ashton växer i huvudsak blandskog. Genomsnittlig årsnederbörd är 593 millimeter. Den regnigaste månaden är juli, med i genomsnitt 95 mm nederbörd, och den torraste är december, med 13 mm nederbörd.